# Audulf Ier de Frise
Ne doit pas être confondu avec Audulf (noble franc).
Audulf Ier de Frise, également connu sous les noms de Audwulf ou encore Adolf (né vers 560 et mort vers 627), est un roi de Frise du début du VIIe siècle.
Issu de la dynastie Folcwalding, il est le fils de Beroald de Frise et de Friesia de Ritser.

## Biographie
Son ancêtre en ligne directe, Bérobald de Frise (né d'Odibald Ier de Frise et de Hildeburh), est le petit-fils de Finn Folcwalding, roi semi-légendaire de la région et fondateur de la dynastie des Folcwalding.
Né au milieu du VIe siècle et contemporain de la périodes des Invasions barbares, il est le premier roi non-légendaire de Frise et règne sur la région fluviale centrale des Pays-Bas actuels (ou peut-être en Westergo selon certains historiens).
Il combat notamment les Francs pour le contrôle du delta du Rhin (première ère de la Guerre franco-frisonne) autour de l'an 600, ce qui permet aux Frisons de se développer davantage vers le sud.
Des pièces d'or datées d'entre 600 et 630 ont été retrouvées à Escharen ainsi qu'en Angleterre avec comme inscription « Audulfus » et « Frisia » dessus.

## Famille

### Mariage et enfants
D'une femme inconnue née vers 565, il a un fils connu :
- Arigis Ier de Frise.

## Galerie

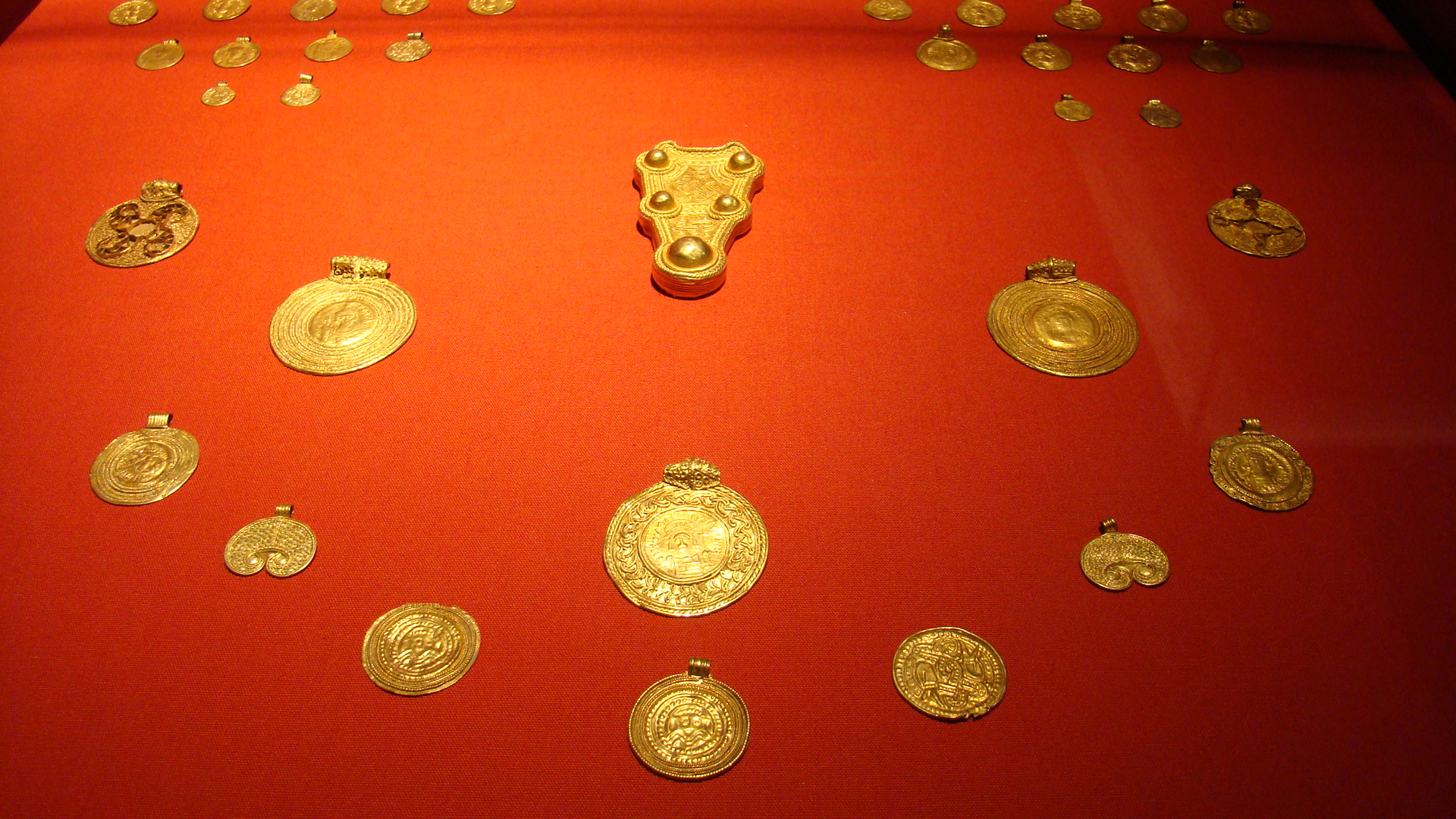
Trésor contenant une pièce d'or avec l'inscription « VICTVRIA AVDVLFO » (en français : Victoire à Audulfus).